# Nevada (U-Boot)
Die USS Nevada (SSBN-733) ist ein Atom-U-Boot der United States Navy und gehört der Ohio-Klasse an. Als Ship Submersible Ballistic Nuclear führt sie 24 Interkontinentalraketen mit.

## Geschichte
Die Nevada wurde 1981 bei Electric Boat in Auftrag gegeben und im August 1983 dort auf Kiel gelegt. Nach über zwei Jahren Bauzeit lief das Boot vom Stapel, die Endausrüstung kostete ein weiteres Jahr.
Ab 1986 führte die Nevada also Patrouillen zur Abschreckung durch. 
Am 1. August 2006 operierte die Nevada dabei auf Periskoptiefe in der Juan-de-Fuca-Straße, als sie die Schlepptaue des Schleppers Phyllis Dunlap mit ihrem Segel einfing und durchtrennte. Eine der zwei geschleppten Schuten löste sich daraufhin von dem Schlepper und musste von einem zweiten Schiff „eingefangen“ werden. Das Segel des U-Bootes wurde dabei leicht beschädigt.

## In der Fiktion
Die Nevada spielt eine Nebenrolle in Tom Clancys Roman Ehrenschuld.